# Torey Krug
Torey Krug (* 12. dubna 1991 Royal Oak, Michigan) je americký lední hokejista hrající v týmu St. Louis Blues v severoamerické NHL.

## Kariéra
Hraje na pozici obránce. Hraje s hokejkou vlevo. Měří 175 cm a váží 82 kg. Prozatím odehrál 192 zápasů ve kterých nastřílel 29 gólů a připsal si 69 asistencí. Celkem 98 bodů. V sezóně 2011-12 byl draftován týmem Boston Bruins (NHL). 9. října 2020, v den zahájení volného trhu s hráči, Krug po devíti sezónách opustil Bruins a podepsal sedmiletou smlouvu na 45,5 milionu dolarů se St. Louis Blues.
Reprezentace: Poprvé se dostal do reprezentace v roce 2015 kdy si zahrál na MS v České republice. Zde získal se svým mužstvem bronzové medaile, když v zápase o bronz porazili domácí Česko v základní hrací době 3:0.

## Klubové statistiky
| Sezona      | Klub              | Soutěž      | Základní část | Základní část | Základní část | Základní část | Základní část | Play off | Play off | Play off | Play off | Play off |
| Sezona      | Klub              | Soutěž      | Z             | G             | A             | B             | TM            | Z        | G        | A        | B        | TM       |
| ----------- | ----------------- | ----------- | ------------- | ------------- | ------------- | ------------- | ------------- | -------- | -------- | -------- | -------- | -------- |
| 2011/12     | Boston Bruins     | NHL         | 2             | 0             | 1             | 1             | 0             | —        | —        | —        | —        | —        |
| 2012/13     | Boston Bruins     | NHL         | 1             | 0             | 1             | 1             | 0             | 15       | 4        | 2        | 6        | 0        |
| 2012/13     | Providence Bruins | AHL         | 63            | 13            | 32            | 45            | 37            | 7        | 0        | 3        | 3        | 2        |
| 2013/14     | Boston Bruins     | NHL         | 79            | 14            | 26            | 40            | 28            | 12       | 2        | 8        | 10       | 6        |
| 2014/15     | Boston Bruins     | NHL         | 78            | 12            | 27            | 39            | 20            | —        | —        | —        | —        | —        |
| 2015/16     | Boston Bruins     | NHL         | 81            | 4             | 40            | 44            | 33            | —        | —        | —        | —        | —        |
| 2016/17     | Boston Bruins     | NHL         | 81            | 8             | 43            | 51            | 37            | —        | —        | —        | —        | —        |
| 2017/18     | Boston Bruins     | NHL         | 76            | 14            | 45            | 59            | 36            | 11       | 3        | 9        | 12       | 8        |
| 2018/19     | Boston Bruins     | NHL         | 64            | 6             | 47            | 53            | 33            | 24       | 2        | 16       | 18       | 10       |
| 2019/20     | Boston Bruins     | NHL         | 61            | 9             | 40            | 49            | 33            | 13       | 0        | 6        | 6        | 22       |
| 2020/21     | St. Louis Blues   | NHL         | 51            | 2             | 30            | 32            | 25            | 4        | 0        | 2        | 2        | 2        |
| 2021/22     | St. Louis Blues   | NHL         | 64            | 9             | 34            | 43            | 48            | 3        | 0        | 3        | 3        | 0        |
| 2022/23     | St. Louis Blues   | NHL         | 63            | 7             | 25            | 32            | 49            | —        | —        | —        | —        | —        |
| 2023/24     | St. Louis Blues   | NHL         | 77            | 4             | 35            | 39            | 32            | —        | —        | —        | —        | —        |
| NHL celkově | NHL celkově       | NHL celkově | 778           | 89            | 394           | 483           | 374           | 82       | 11       | 46       | 57       | 48       |